# Микаэль из Уолло
Микаэль из Уолло (имя при рождении Мохаммед Али; 1850 — 8 сентября 1918) — абиссинский военный деятель и аристократ. Был отцом «некоронованного» императора Иясу V. Изменил имя на «Микаэль» после перехода из ислама в христианство.
Мохаммед Али, по национальности бывший оромо, родился в провинции Уолло. Его отцом был имам Али Абба Була, матерью была уойзэро (княгиня) Гетэ.
Мохаммед Али был родственником королевы Уоркито из Уолло. Королева Уоркито подружилась с молодым шоанским принцем по имени Менелик, когда тот бежал от императора Теодроса II. В середине 1850-х годов Теодрос заключил молодого человека в тюрьму в своей крепости в Магдале (Амба-Марьям). Лишение свободы не было, однако, строгим, и, находясь в заключении, Менелик женился на одной из дочерей Теодроса.
Мохаммед Али стал близким другом Менелика, который был на шесть лет старше его и был вскоре объявлен королём Шоа. Впоследствии Менелик был провозглашён императором Менеликом II, и Мохаммед Али стал одним из его верных сторонников. В результате в 1874 году Менелик назначил Мохаммеда Али губернатором Уолло. Однако когда Мухаммед вернулся в Уолло из похода в Годжам, в котором он был вместе с Менеликом, то обнаружил, что его положению угрожает готовящееся восстание против шоанцев. Он решил отречься от своего друга, чтобы сохранить основы своей власти, и примкнул к Йоханнысу IV, который собирался идти в поход на Шоа и имел силы для победы над Менеликом. «Хотя этот политический манёвр был удачным в долгосрочной перспективе», как отмечает в своей работе Гарольд Маркус, «Мухаммед Али немедленно потерпел сокрушительное поражение от армии Шоа».
Несмотря на победу Менелика над Уолло, император Йоханныс принудил его к встрече 20 марта 1878 года, во время которой официально состоялся переход Мохаммеда Али от союза с Менеликом к союзу с Йоханнысом. В том же году Совет Бору Меда, состоявшийся под руководством императора, предписал всем мусульманам, занимающим государственные должности в Эфиопии, перейти в христианство в течение трёх месяцев или отказаться от своих должностей. «Заключив, что Уолло стоит мессы», как пишет Маркус, «Мохаммад Али обратил своё племя в христианство». В то время как он крестился с именем «Микаэль» и стал расом (эфиопский титул, отчасти эквивалентный герцогу), многие из его соплеменников-оромо из Уолло отказались отречься от своей веры и ушли к святым местам в Метемму, Джиммау и Харар. Император Йоханныс IV стал его крёстным отцом. Микаэль из Уолло, как он теперь был известен, в конце концов женился на Шоарэг Менелик, биологической дочери Менелика, ставшей третьей из четырёх его жён. Микаэль основал Дэссе, первый город в Уолло и свою новую столицу. Рас Микаэль стал глубоко набожным православным христианином и активно занимался строительством церквей.
В 1896 году, во время Первой итало-абиссинской войны, Микаэль сражался на стороне Менелика (союз с которым возобновил после смерти в 1889 году Йоханныса IV и прихода Менелика к власти) и возглавлял грозную оромскую кавалерию против вторгшихся итальянцев в битве при Адуа. Итальянская бригада начала боевое отступление в сторону основных итальянских позиций. Однако бригада случайно вошла в узкую долину, где кавалерия Микаэля атаковала их, крича «Зарезать! Зарезать!» («Ebalgume! Ebalgume!»). Останки командира бригады так и не были найдены.
После смерти Менелика в 1913 году сын Микаэля, лидж (титул, дававшийся детям царского рода, — что-то вроде европейских инфантов) Иясу, взошёл на престол под именем Иясу V. Согласно воле Менелика рас Тессема Надю стал регентом при 18-летнем внуке Менелика. Тем не менее в том же году Тессема Надю умер. Несмотря на то, что Иясу с этого времени стал формально самостоятельным правителем, он на деле так никогда и не стал править страной. Что ещё более важно, он не был официально коронован как император. Тем не менее по приказу Иясу его отец Микаэль в 1914 году был помазан как негус Уолло. Микаэль затем фактически стал закулисным правителем страны.
Во время Первой мировой войны возникли опасения по причине связей Иясу с Центральными державами, его возможной поддержки воюющего против англичан сомалийского вождя Мохаммеда Абдилле Хасана и его возможного перехода в ислам. В результате этих опасений 27 сентября 1916 года Иясу был свергнут с трона советом вельмож и высших слоёв духовенства, после чего сноха Микаэля, уойзэро Заудиту, была объявлена негус негусти («царицей царей») Заудиту I. Заудиту была одной из дочерей Менелика и одновременно с тем как она стала императрицей, Совет также объявил регентом и наследником престола молодого раса Тэфэри Мэконнына, будущего императора Хайле Селассие I. Новый регент и наследником рас Тэфэри был женат на уойзэро (позже императрице) Менем Асфе, внучке негуса Микаэля от его дочери уойзэро Секин Микаэль.
Реакция негуса Микаэля на свержение Иясу была быстрой. 7 октября Микаэль, выступивший из Уолло во главе армии в 80000 человек, вторгся Шоа, чтобы восстановить на троне своего сына; Иясу присоединится к нему с собственной армией. 27 октября негус Микаэль сошёлся с основной частью сил, поддерживающих Заудиту, в битве при Сегале. Микаэль атаковал первым, но боеприпасы для его пулемётов быстро закончились, а его артиллерия вскоре смолкла. Его пехотные и кавалерийские атаки наталкивались прямо на смертельный огонь врага, готового к этим его атакам. Иясу двигался к полю боя обходным путём и прибыли слишком поздно, чтобы помочь ему. Иясу успел лишь увидеть, что его отец был побеждён, и бежал с поля боя, после чего ушёл в подполье. Микаэль был схвачен и помещён под надзор фитаврари («командующего авангардом») Габтэ Гийоргыса, который заключил его в тюрьму на острове в озере Чабо в землях народа гураге. Спустя два с половиной года Микаэль успешно ходатайствовал перед императрицей Заудиту о переводе его с этого острова, после чего был помещён под домашний арест в городе Холета Жене на исторической родине покойного императора Менелика II, где и умер через полгода. Поскольку он был дедом жены наследного принца, двором были проведены полноценные траурные мероприятия по негусу Микаэлю.